# 姚繼祖
姚繼祖（1917年—1998年5月10日），河北永年广府镇人，中國武術家，武式太极拳第四代传人，師承李逊之。

## 生平
姚繼祖從小就隨祖父學習太極拳，亦在永年国术馆隨韩钦贤學習太极拳推手及器械套路。後來拜李亦畲之子李逊之為師。
文化大革命期間，姚繼祖被批鬥為「反革命分子」，直到1970年代末期才被平反。1979年在广府镇成立武式太极拳學校，任校長。1983年，他在武漢國際太極拳、劍表演觀摩會上被評為「全國十三太極名家」之一。1988年發起創立永年武式太极拳协会，擔任會長:29-30。生前還曾當選過河北省政協委員。1998年5月10日去世，享年81歲。

## 身後
2017年11月，姚继祖百年诞辰纪念活动在河北邯郸舉行，同時姚继祖等人的塑像於永年县广府古城落成。